# David G. Victor
David G. Victor (* 1965) ist ein Politik- und Klimawissenschaftler. Er ist Professor an der University of California, San Diego (UC San Diego).

## Leben
Victor schloss im Jahr 1987 ein Bachelorstudium der Geschichte und Naturwissenschaften an der Harvard University und 1997 ein Promotionsstudium der Politikwissenschaften am Massachusetts Institute of Technology ab. Nach verschiedenen wissenschaftlichen Stationen, darunter an der Stanford University, ist er seit 2009 Professor für internationale Beziehungen und Industriepolitik an der UC San Diego und seit 2017 zudem Adjunktprofessor im Bereich Klimawissenschaften.
2020 wurde Victor in die American Academy of Arts and Sciences gewählt.

## Wirken
Victors Arbeit befasst sich oftmals mit stark regulierten Branchen und er erklärt in seiner Arbeit den Mangel an Fortschritt in diesen in Fragen der Klimakrise. Sein Buch Global Warming Gridlock (2011) zu diesem Thema wurde vom Economist als eines der besten Bücher des Jahres 2011 genannt. Er war am Fünften Sachstandsbericht des Zwischenstaatlichen Ausschusses für Klimaänderungen (IPCC) beteiligt. Ende 2018 sorgte seine gemeinsam mit Yangyang Xu und Veerabhadran Ramanathan in der Fachzeitschrift Nature veröffentlichte Studie, die aufzeigte, dass die Überhitzung des Klimasystems der Erde schneller abläuft als zuvor befürchtet, weltweit für Aufsehen.

## Veröffentlichungen (Auswahl)
- mit Charles F. Sabel: Fixing the Climate: Strategies for an Uncertain World. Princeton University Press, Princeton 2022, ISBN 978-0-691-22455-8.
- Robert O. Keohane, David G. Victor (2011). The regime complex for climate change. Perspectives on Politics, 9(1), 7-23.[4]
- David G. Victor (2011). Global Warming Gridlock. Creating More Effective Strategies for Protecting the Planet. Cambridge University Press. ISBN 9780521865012
- David G. Victor, M. Granger Morgan, Jay Apt, John Steinbruner, Katharine Ricke (2009). The geoengineering option: A last resort against global warming. Foreign Affairs, 88, 64.